# Скеля Адама Міцкевича
Ске́ля Ада́ма Міцке́вича — геологічна пам'ятка природи місцевого значення в Україні. Об'єкт природно-заповідного фонду місцевого значення. Розташована в Звенигородському районі Черкаської області, в смт Стеблів.

## Загальна інформація
Площа 0,1 га. Статус присвоєно згідно з рішенням Черкаського облвиконкому від 12.01.1982 року № 12. Установа, у віданні якої перебуває об'єкт,— Стеблівська селищна громада.

## Галерея

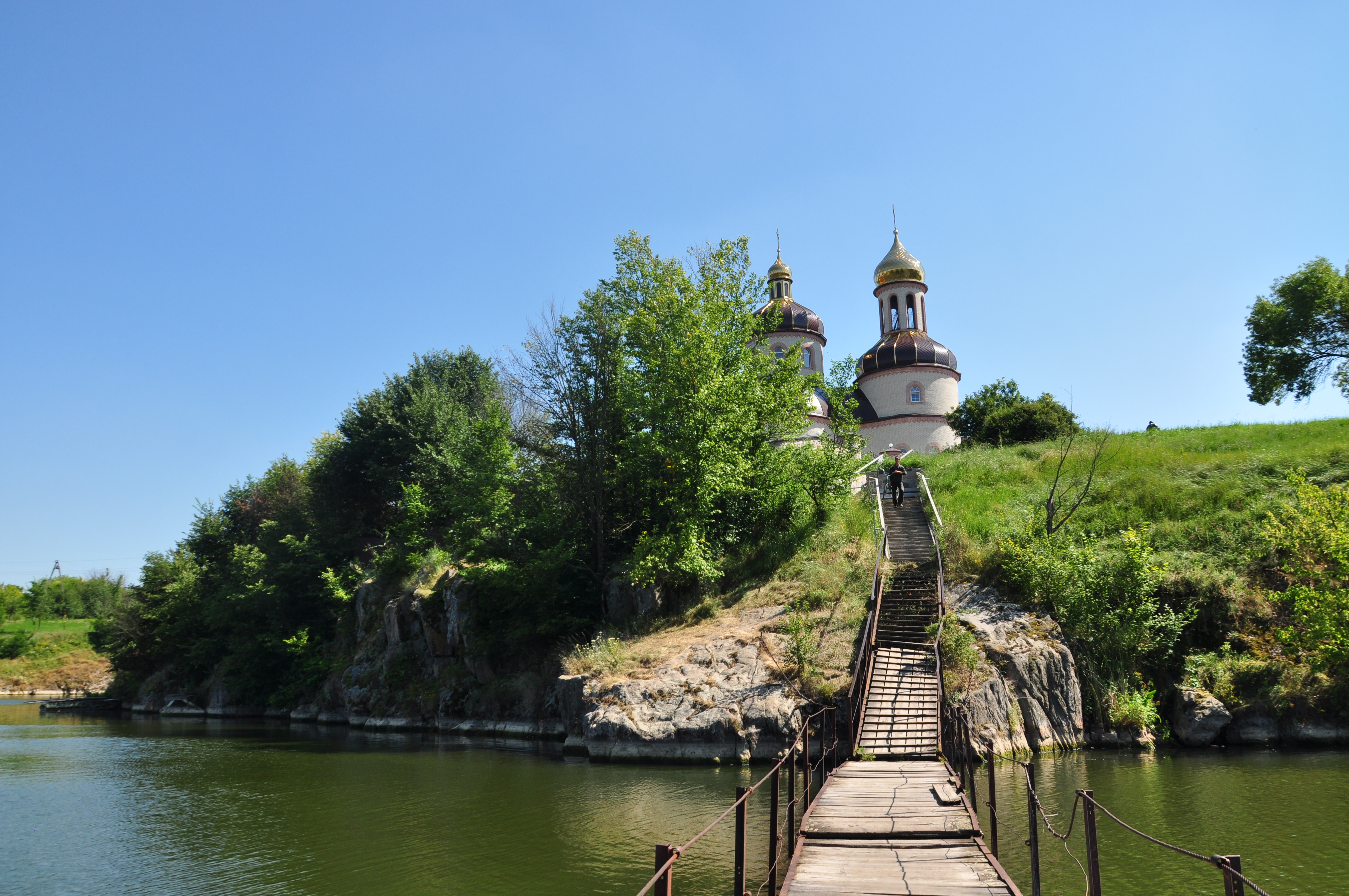
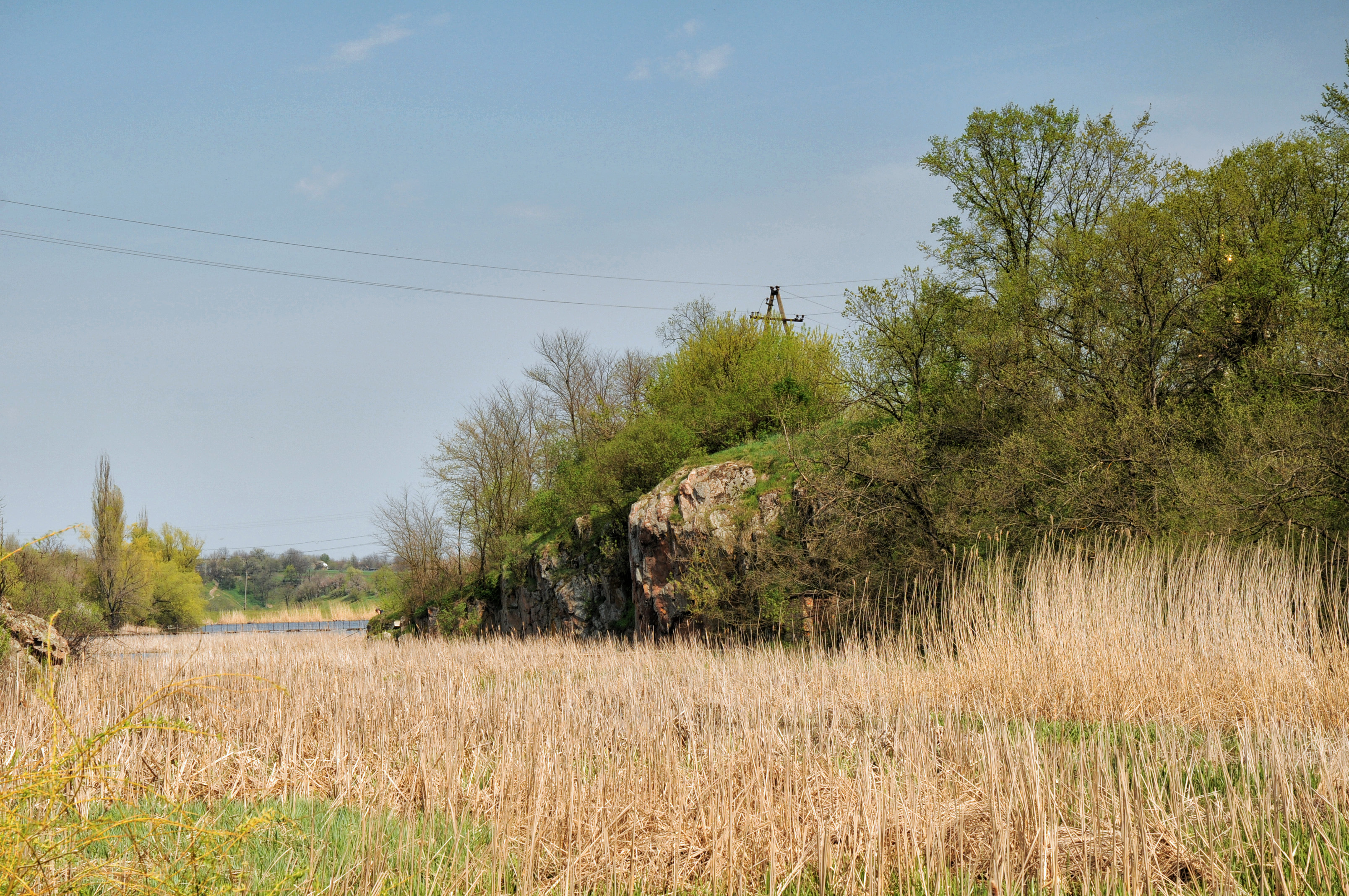
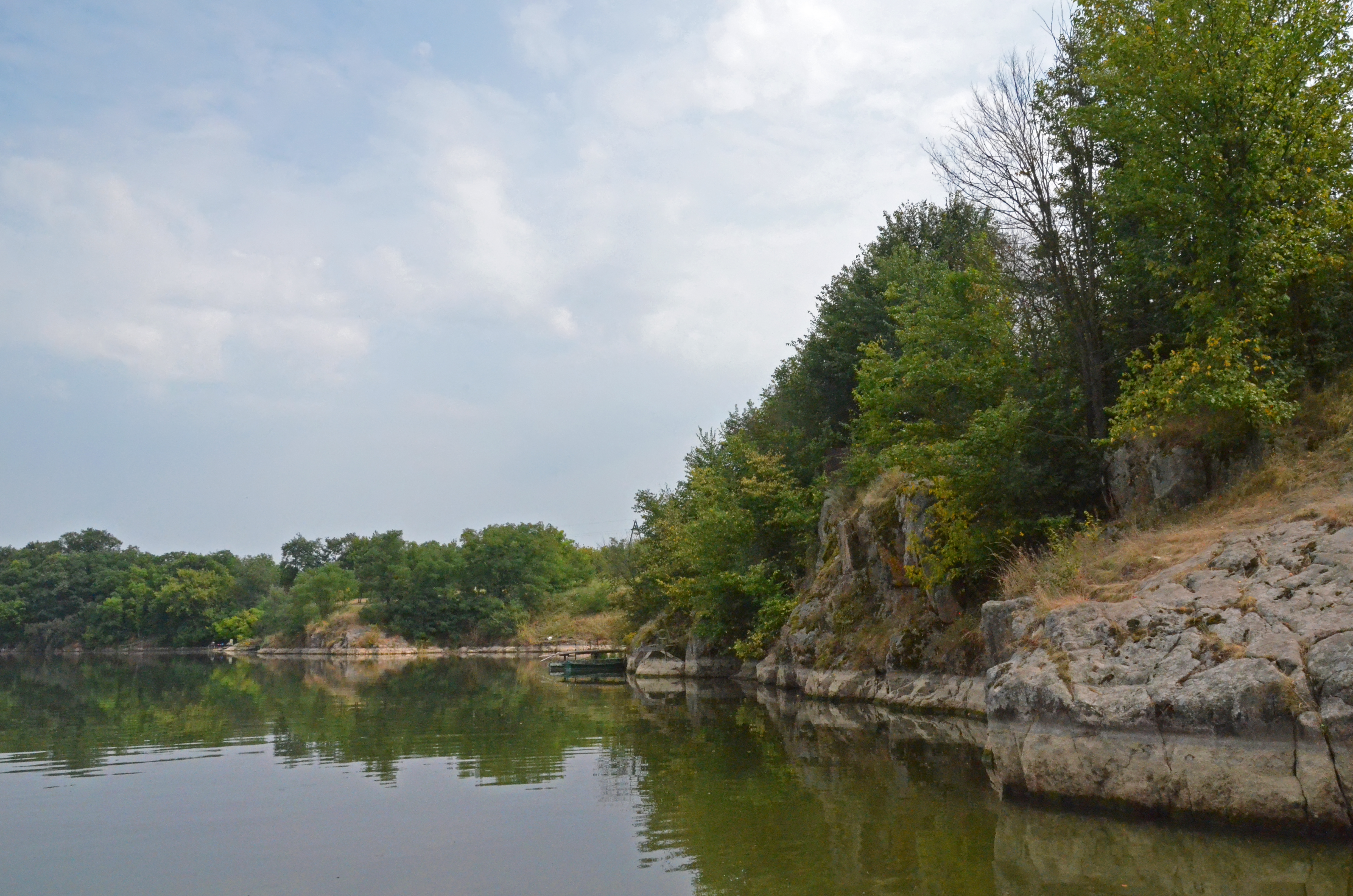
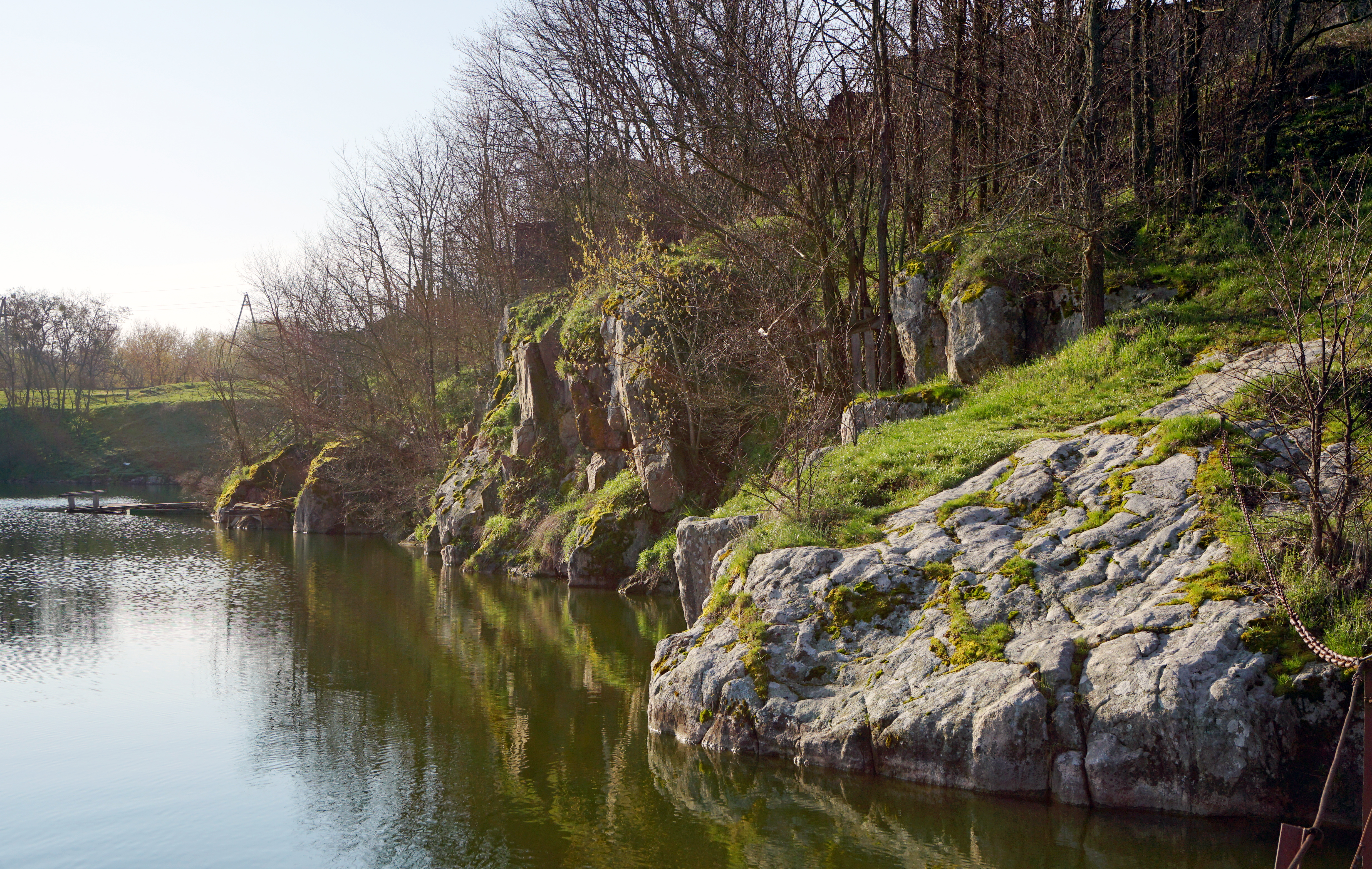

## Природоохороний об'єкт
Охороняється примітна скеля над річкою Рось у межах смт Стеблів, з якої відкривається огляд на ставок, який також має природоохоронний статус — загальнозоологічний заказник «Стеблівський». За переказами, скеля була улюбленим місцем відпочинку Адама Міцкевича.